# Мальдонадо, Мартин
Мартин Бенхамин Мальдонадо Вальдес (исп. Martín Benjamín Maldonado Valdés, 16 августа 1986, Нагуабо) — пуэрто-риканский бейсболист, кэтчер команды МЛБ «Хьюстон Астрос». Обладатель Золотой перчатки 2017 года.

## Карьера
В 2004 году Мальдонадо был выбран на драфте «Анахайм Энджелс» в 27-м раунде. До 2006 года выступал за дочерние команды «Энджелс» в новичковых лигах после чего получил статус свободного агента.
В 2007 году подписал контракт младшей лиги с «Милуоки Брюэрс» и отыграл сезон в лиге A за «Вест Вирджиния Пауэр». В 2008 году играл за «Бревард Каунти Манатиз» и «Хантсвилл Старз». В 2009 году впервые сыграл в лиге AAA за «Нэшвилл Саундс». 3 сентября 2011 года дебютировал в МЛБ в составе «Брюэрс».
В мае 2012 года вновь был вызван в состав «Брюэрс» вместо получившего травму Джонатана Лукроя. Сыграл за команду 78 матчей в чемпионате.
В 2013 году в составе сборной Пуэрто-Рико стал серебряным призёром Мировой бейсбольной классики.
31 мая 2015 года в матче с «Аризоной» выбил уок-офф хоум-ран в 17-м иннинге.
13 декабря 2016 года был обменян в «Лос-Анджелес Энджелс», где занял место стартового кэтчера. В сезоне 2017 года провёл 138 матчей и получил Золотую перчатку лучшему кэтчеру по игре в защите.
26 июля 2018 года Мартин был обменян в «Хьюстон Астрос» на питчера Патрика Сандоваля и денежные средства из бюджета международных подписаний. На момент перехода Мальдонадо являлся лучшим кэтчером Лиги по проценту пойманных на краже базы раннеров соперника (44,4 %).